# Menu de contexto

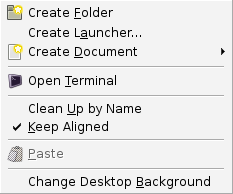
Menu de contexto no ambiente GNOME

Em informática, um menu de contexto (ou menu popup) é um menu flutuante acessado com o segundo ou terceiro botão do rato (português europeu) ou mouse (português brasileiro) que permite acessar rapidamente as opções relacionadas ao objeto selecionado pelo cursor. Alguns programas adicionam opções no menu de contexto para tornarem algumas operações mais simples, como por exemplo a compactação de arquivos.
Também pode ser usado sobre uma imagem, em que, ao selecioná-la e acionado o menu de contexto, aparecem diversas outras funções, como salvar a imagem, copiá-la de acordo com as preferências do usuário, entre outras.

## História
Os menus de contexto foram introduzidos no ambiente Smalltalk do computador Xerox Alto, onde eram chamados menus pop-up. O sistema operacional NEXTSTEP desenvolveu a ideia, incorporando a funcionalidade em que o botão do meio ou o da direita traziam o menu principal na posição do rato, eliminando a necessidade de mover o ponteiro por toda a tela. Esse menu principal era vertical e mudava de acordo com o texto da operação do sistema.

## Usabilidade
Tais menus receberam certa crítica de analistas de usabilidade quando usados de forma inapropriada, dado que certas aplicações tornam certas operações disponíveis apenas a partir dele, o que pode confundir os utilizadores.